# 老百姓 (西安報紙)
《老百姓》，也稱「老百姓報」，是發行於中華民國陝西省西安市的通俗報紙，由活動家、中共黨員李敷仁主編。1937年11月12日創刊。起初採油印旬刊，後改鉛印周刊。1940年2月15日遭陝西政府查封，4月17日停刊。其后，主编李敷仁在1945年又参与创办西安《民衆導報》。